# Zamia standleyi
Zamia standleyi là một loài thực vật thuộc họ Zamiaceae. Đây là loài đặc hữu của Honduras, và hiện đang bị đe dọa vì mất môi trường sống.